# The Id
The Id é o segundo álbum de estúdio da cantora soul americana Macy Gray. The Id (geralmente escrito como "The ID") falhou a atrair boas críticas e acabou sendo um fracasso comercial. Depois do enorme sucesso do seu primeiro álbum, Gray não ficou satisfeita com o resultado de seu segundo álbum. Ainda assim, The Id liderou as paradas de álbuns do Reino Unido e da Dinamarca.

## Faixas
1. Relating to a Psychopath"
2. "Boo"
3. "Sexual Revolution"
4. "Hey Young World Part 2" (com Slick Rick)
5. "Sweet Baby" (com Erykah Badu)
6. "Harry"
7. "Gimme All Your Lovin' or I Will Kill You"
8. "Don't Come Around" (com Sunshine Anderson)
9. "My Nutmeg Phantasy" (com Angie Stone and Mos Def)
10. "Freak Like Me"
11. "Oblivion"
12. Forgiveness"
13. "Blowin' Up Your Speakers"